# Hayales
Hayales es un barrio ubicado en el municipio de Coamo en el estado libre asociado de Puerto Rico. En el Censo de 2010 tenía una población de 1221 habitantes y una densidad poblacional de 112,19 personas por km².

## Geografía
Hayales se encuentra ubicado en las coordenadas 18°9′43″N 66°22′16″O / 18.16194, -66.37111. Según la Oficina del Censo de los Estados Unidos, Hayales tiene una superficie total de 10.88 km², que corresponden a tierra firme.

## Demografía
Según el censo de 2010, había 1221 personas residiendo en Hayales. La densidad de población era de 112,19 hab./km². De los 1221 habitantes, Hayales estaba compuesto por el 81% blancos, el 6.72% eran afroamericanos, el 0.49% eran amerindios, el 0.08% eran asiáticos, el 7.13% eran de otras razas y el 4.59% pertenecían a dos o más razas. Del total de la población el 100% eran hispanos o latinos de cualquier raza.